# 廖运芳
廖运芳（?—?），江西龙南人，清朝政治人物。同进士出身。
乾隆七年（1742年），登進士。乾隆十八年（1753年）接替乔守仁任嘉定县知县一职，二十二年（1757年）由潘涵接任。